# Zapasy na Igrzyskach Ameryki Południowej 2014
Turniej w ramach Igrzysk w 2014 – Santiago roku rozegrano pomiędzy 8 a 10 marca w hali "Polideportivo de Carabineros de Chile" położonej przy Avenida Antonio Varas 1842 w dzielnicy Providencia.

## Tabela medalowa
Gospodarz zawodów został zaznaczony kolorem.
| Poz.    | Państwo   |    |    |    | Łącznie |
| 1       | Wenezuela | 7  | 2  | 5  | 14      |
| 2       | Kolumbia  | 5  | 6  | 4  | 15      |
| 3       | Ekwador   | 3  | 1  | 7  | 11      |
| 4       | Brazylia  | 2  | 1  | 5  | 8       |
| 5       | Argentyna | 0  | 3  | 3  | 6       |
| 6       | Peru      | 0  | 2  | 4  | 6       |
| 7       | Chile     | 0  | 2  | 0  | 2       |
| 8       | Panama    | 0  | 0  | 4  | 4       |
| Łącznie | Łącznie   | 17 | 17 | 32 | 66      |

## Wyniki

### W stylu klasycznym
| Waga   | złoty            | srebrny           | brązowy         | brązowy          |
| ------ | ---------------- | ----------------- | --------------- | ---------------- |
| 59 kg  | Andrés Montaño   | Juan Carlos López | José Magallanes | Diego Romanelli  |
| 66 kg  | Luis Liendo      | Jaír Cuero Muñoz  | Milton Guallapa | Moisés Soto      |
| 75 kg  | Yorgen Cova      | Carlos Muñoz      | Vicente Huacón  | -----            |
| 85 kg  | Alexander Brazón | Cristian Mosquera | Enríque Cuero   | Ronisson Brandão |
| 98 kg  | Erwin Caraballo  | Iván Burtovoy     | Óscar Loango    | Luis Obando      |
| 130 kg | Rafael Barreno   | Andrés Ayub       | Víctor Asprilla | Rodolfo Waithe   |

### W stylu wolnym
| Waga   | złoty              | srebrny         | brązowy              | brązowy          |
| ------ | ------------------ | --------------- | -------------------- | ---------------- |
| 57 kg  | Pedro Mejías       | André Quispe    | Wellignton Silva     | Pablo Benítez    |
| 65 kg  | Hernán Guzmán Ipuz | Abel Herrera    | Mauricio Sánchez     | Elvis Fuentes    |
| 74 kg  | Yoan Blanco        | Edison Hurtado  | Cristián Sarco       | Rafael de Jesus  |
| 86 kg  | Pedro Ceballos     | Pool Ambrocio   | Adrián Jaoude        | Elton Brown      |
| 97 kg  | Jarlis Mosquera    | Yuri Maier      | Juan Carlos Espinoza | Jhosser González |
| 125 kg | Luis Vívenes       | Víctor Asprilla | Jesús Aponte         | Rodolfo Waithe   |

### W stylu wolnym kobiet
| Waga  | złoty              | srebrny            | brązowy           | brązowy           |
| ----- | ------------------ | ------------------ | ----------------- | ----------------- |
| 48 kg | Carolina Castillo  | Patricia Bermúdez  | Mayelis Caripá    | Katiuska Toaza    |
| 53 kg | Lissette Antes     | Betzabeth Argüello | Eluney Melita     | Jenny Mallqui     |
| 63 kg | Jackeline Rentería | Laís Nunes         | Luz Clara Vázquez | Soleymi Caraballo |
| 69 kg | Gilda de Oliveira  | Mayra Antes        | Laura García      | Leydi Izquierdo   |
| 75 kg | Aline Ferreira     | Jaramit Weffer     | Andrea Olaya      | ----              |